# Baza 20
Baza 20 (900 mnm) je bila glavna baza CK KPS in izvršnega odbora OF med drugo svetovno vojno v kočevskem Rogu med letoma 1942 in 1944.
Prostor za bazo sta zaradi težke dostopnosti izbrala dr. Pavel Lunaček in dr. Marijan Brecelj. Prva stalna baraka je bila na tem prostoru sicer zgrajena šele aprila 1943, a je baza delovala že v času italijanske ofenzive leta 1942. Baza 20 je ob koncu leta 1943 obsegala kompleks 26 barak, v njej pa se je zadrževalo okoli 140 borcev in politikov. V bazi je v času vojne prebivalo kar nekaj znanih imen, med njimi Edvard Kocbek, Boris Kidrič in drugi. Lokacija baze je ostala neodkrita do konca vojne (odkrita ni bila celo med nemško ofenzivo leta 1943), vendar so poveljstvo decembra leta 1944 vseeno preselili v Črnomelj.    
Od leta 1952 je Baza 20 zaščitena kot kulturni spomenik, saj je bila edino tovrstno oporišče v Evropi med drugo svetovno vojno. Večina objektov je prenovljena, v posameznih so manjše muzejske prezentacije. Širši video prikaz dogajanja med vojno je v Lukovem domu, ob parkirišču, pred stezo, ki vodi do Baze, ki je zanimiva izletniška točka.